# Antoni Tàpies i Puig
Antoni Tàpies i Puig   (Barcelona, 13 de desembre de 1923 - Barcelona, 6 de febrer de 2012) fou un pintor, escultor i teòric de l'art català. Fou un dels principals exponents a escala mundial de l'informalisme, i és considerat com un dels artistes catalans més destacats del segle xx. L'obra de l'artista barceloní gaudeix d'un centre d'estudi i conservació al Museu Tàpies de Barcelona (antiga Fundació Antoni Tàpies).
De formació autodidàctica, Tàpies va crear un estil propi dins l'art d'avantguarda del segle xx, en el qual es combinen la tradició i la innovació dins d'un estil abstracte però ple de simbolisme, donant una gran rellevància al substrat material de l'obra. Cal destacar el marcat sentit espiritual que inspira la seva obra, on el suport material transcendeix el seu estat per analitzar d'una manera profunda la condició humana.
L'obra de Tàpies ha tingut una gran valoració en l'àmbit internacional, essent exposada als més prestigiosos museus del món. Al llarg de la seva carrera ha rebut nombrosos premis i distincions, entre els quals cal destacar el Premi de la Fundació Wolf de les Arts (1981), la Medalla d'Or de la Generalitat de Catalunya (1983), el Premi Príncep d'Astúries de les Arts (1990), la Medalla Picasso de la UNESCO (1993) i el Premi Velázquez d'Arts Plàstiques (2003). Com a reconeixement a la seva trajectòria artística el rei Joan Carles I li va atorgar el 9 d'abril de 2010 el títol de marquès de Tàpies.
| «           | L'obra d'Antoni Tàpies està dins de la tradició d'aquestes explosions que de tant en tant es produeixen al nostre país i que commouen tantes coses mortes. És autènticament barcelonina amb irradiació universal. Per això mereix tota la meva admiració. | » |
| — Joan Miró | |   |

## Biografia
Tàpies fou fill de l'advocat Josep Tàpies i Mestres i de Maria Puig i Guerra, filla d'una família de polítics catalanistes, i net del llibreter Francesc Puig i Alfonso. Fou alumne del Col·legi Alemany de Barcelona, i de 1939 a 1943 acabà el batxillerat a l'Escola Pia de Balmes. Durant la infància de l'artista, la professió del seu pare i les relacions de la seva família materna amb membres de la vida política catalana propiciaren un ambient liberal. Tàpies sempre remarcà que la confrontació entre l'anticlericalisme del seu pare i el catolicisme ortodox de la seva mare el conduïren a la recerca personal d'una nova espiritualitat, que trobà en les filosofies i religions orientals, principalment el budisme zen.
Segons confessà, la seva vocació artística despertà amb un número de Nadal de la revista D'Ací i d'Allà de 1934, que presentava un extens panorama de l'art modern internacional. Un dels fets que marcaren la seva vida fou la seva convalescència a causa de la tisi que patí als 18 anys, circumstància que li va fer replantejar-se el sentit de la seva vida, així com el de la seva vocació, ja que durant la seva recuperació es dedicà intensament al dibuix. Els estats febrils que patí li provocaren freqüents al·lucinacions que van ser primordials per al desenvolupament de la seva obra. Durant la seva estança al sanatori de Puig d'Olena (1942-1943) es refugià en la música i la literatura (Ibsen, Nietzsche, Thomas Mann), i realitzà còpies de Van Gogh i Picasso.
Compaginà els seus estudis de dret a la Universitat de Barcelona, estudis que havia iniciat el 1943, amb la seva passió per l'art. Finalment, el 1946, es decantà per la pintura i abandonà els estudis. De formació autodidàctica, tan sols estudià durant poc temps a l'acadèmia de Nolasc Valls. El 1946 instal·là a Barcelona el seu primer estudi de pintura.

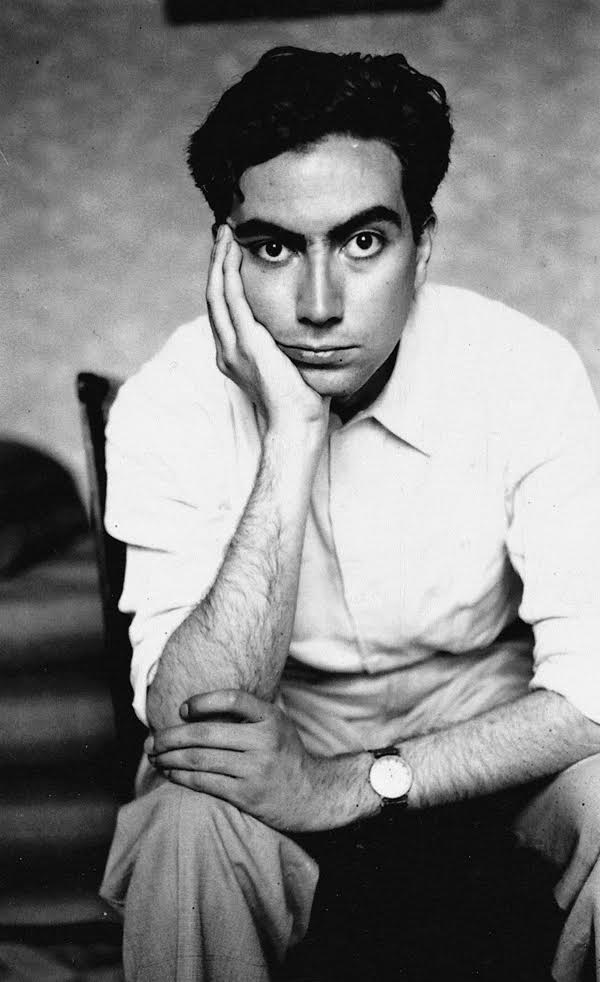
Autoretrat d'Antoni Tàpies, vers 1945-1947

El 1948 fou un dels fundadors de la revista i del moviment coneguts com a Dau al Set, relacionat amb el surrealisme i el dadaisme. El líder d'aquest moviment fou el poeta català Joan Brossa i, amb Tàpies, també van figurar Modest Cuixart, Joan-Josep Tharrats, Joan Ponç, Arnau Puig i posteriorment Juan-Eduardo Cirlot. La revista perdurà fins a l'any 1956, però Tàpies, que ja havia marxat a París, ja només hi col·laborà de forma escadussera i el grup com a tal es pot considerar dissolt el 1951.
Les primeres obres de Tàpies s'emmarquen dins del surrealisme i de la figuració (període que hom té tendència a ocultar), però aviat canvià d'estil i es convertí en un dels principals exponents de l'informalisme. Representant de la denominada "pintura matèrica", Tàpies utilitzà per a les seves obres materials que no són considerats com a artístics, sinó més aviat de reciclatge o de rebuig, com poden ser cordes, paper o pols de marbre.
Del 2 al 22 d'octubre del 1948, Tàpies, juntament amb Modest Cuixart i Tàpies, Maria Girona i Benet, Josep Hurtuna, Jordi Mercadé i Farrés, Ramon Rogent i Perés, Albert Ràfols-Casamada, Josep Maria de Sucre i de Grau, Jacint Morera i Pujals, Pere Tort i Francesc Todó Garcia va participar en el Primer Saló d'Octubre a les Galeries Laietanes, mostrant dos treballs de 1947: Pintura i Encolat. Aqueix any conegué Joan Miró, un dels seus artistes més admirats. El 1949 participà en l'exposició Un aspecte de la jove pintura catalana a l'Institut Francès de Barcelona, on el veié Eugeni d'Ors, que l'invità al VII Saló dels Onze, a Madrid (1950). El 1950 feu la seva primera exposició individual a les Galeries Laietanes de Barcelona, on tornà a exposar el 1952. Becat per l'Institut Francès, viatjà a París (1950), i aconseguí exposar al concurs internacional Carnegie de Pittsburgh; on coneixeria a Picasso. També el 1950 fou seleccionat per representar Espanya a la Biennal de Venècia, on participà diverses vegades.
El 1953 exposà a Chicago i Madrid. Aqueix mateix any la marxant Martha Jackson li organitzà una exposició a Nova York, donant-lo a conèixer als Estats Units. També el 1953 guanyà el primer premi del Saló del Jazz de Barcelona, i conegué al crític Michel Tapié, assessor de la Galeria Stadler de París, on exposà el 1956 per primera vegada i, posteriorment, diversos cops més. L'any 1954 es casà amb Teresa Barba i Fàbregas, amb qui va tenir tres fills: Antoni, Miquel i Clara.
El 1955 fundà el grup Taüll, junt amb Modest Cuixart, Joan-Josep Tharrats, Josep Guinovart, Marc Aleu, Jordi Mercadé i Jaume Muxart. Aqueix any fou premiat a la III Biennal Hispanoamericana a Barcelona, i exposà a Estocolm amb Tharrats, sent presentats per Salvador Dalí. El 1958 tingué una sala especial a la Biennal de Venècia, i guanyà el primer premi Carnegie i el Premi UNESCO.
El 1960 participà en l'exposició New Spanish Painting and Sculpture al MOMA de Nova York. Des de llavors feu exposicions a Barcelona, Nova York, Washington, París, Berna, Múnic, Bilbao, Buenos Aires, Hannover, Caracas, Zúric, Roma, Sankt Gallen, Colònia, Kassel, Londres, Madrid, Canes, etc., i rebé premis a Tòquio (1960), Nova York (1964) i Menton (1966). El 1967 entrà en l'òrbita del marxant Aimé Maeght i exposà en el Musée d'Art Moderne de París (1973), Nova York (1975) i a la Fundació Maeght (1976).

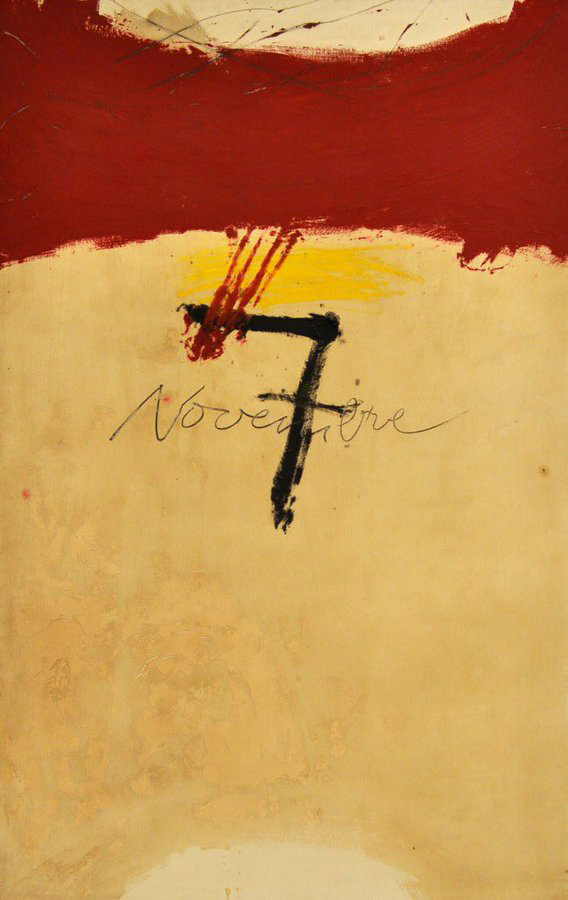
Antoni Tàpies. '7 de novembre' (1971)

En la dècada del 1970 la seva obra adquirí un caire polític més elevat, de reivindicació catalanista i d'oposició al règim franquista, generalment amb paraules i signes sobre els quadres, com les quatre barres de la bandera catalana (L'esperit català, 1971). Aqueix activisme li portà igualment a accions com el tancament al convent dels Caputxins de Sarrià per constituir un sindicat democràtic d'estudiants (1966) o la marxa a Montserrat en protesta pel procés de Burgos (1970), per la que fou empresonat durant un curt espai de temps.
Des de llavors realitzà nombroses exposicions personals o de caràcter antològic: Tòquio (1976); Nova York, (1977); Roma, (1980); Amsterdam, (1980); Madrid, 1980; Venècia (1982); Milà, (1985); Viena, (1986); Brussel·les (1986); MNCARS, Madrid, (2000); Pavelló Micovna del Jardí Reial de Praga (1991); MOMA (Nova York, 1992; Guggenheim (1995); Kirin Art Space Harajuku, (Tòquio, 1996); Centro per l'arte contemporanea Luigi Pecci (Prato, 1997). L'obra d'Antoni Tàpies s'ha exposat als principals museus d'art modern del món. A més de ser nomenat doctor honoris causa per diverses universitats, Tàpies fou guardonat amb diversos premis, entre ells, el 1981 el Premi de la Fundació Wolf de les Arts; el 1983, la Medalla d'Or de la Generalitat de Catalunya; i, el 1990, el Premi Príncep d'Astúries de les Arts.
El 1990 obrí les portes al públic el Museu Tàpies, institució creada pel mateix artista per potenciar l'art contemporani, situada a l'edifici de l'antiga Editorial Montaner i Simón, obra modernista de Lluís Domènech i Montaner. El Museu Tàpies, a més de la funció de museística, amb un fons de gran quantitat d'obres donades per l'artista, disposa d'una biblioteca i un auditori.
Autor també d'escenografies (Or i sal, de Joan Brossa, 1961) i il·lustracions per llibres, principalment de Brossa (El pa a la barca, 1963; Fregoli, 1969; Nocturn matinal, 1970; Poems from the Catalan, 1973; Ú no és ningú, 1979), es va dedicar igualment al cartellisme, realitzant el 1984 una exposició amb la seva principal obra cartellística, així com a la producció gràfica: gravats, litografies, serigrafies, etc. L'any 2002 realitzà el cartell per les festes de la Mercè de Barcelona.
Com a teòric de l'art, Tàpies publicà articles a Destino, Serra d'Or, La Vanguardia, Avui, etc., la majoria recopilats als llibres La pràctica de l'art (1970), L'art contra l'estètica (1974), La realitat com a art (1982) i Per un art modern i progressista (1985), així com l'autobiografia Memòria personal (1977). En les seves obres atacà tant l'art tradicional com l'extrema avantguarda de l'art conceptual.
Amb la transició al segle xxi Tàpies no va deixar de rebre nombrosos reconeixements tant a escala nacional com internacional, organitzant-se exposicions retrospectives de la seva obra als millors museus i galeries del món. El 2003, en ocasió del seu vuitantè aniversari, se celebrà una retrospectiva amb les seves millors obres al Museu Tàpies, amb assistència del públic en una jornada de portes obertes. Tanmateix, el 2004, al MACBA de Barcelona s'organitzà un homenatge a la seva figura, amb una gran exposició formada per 150 obres realitzades des dels anys 40 fins a l'actualitat, comptant amb pintures, escultures, dibuixos i diverses creacions del genial artista.
Entre els seus últims actes públics cal destacar, l'any 2005, la seva col·laboració amb José Saramago en defensa del grup pacifista basc Elkarri, o la donació el mateix any de la seva obra 7 de novembre al Parlament de Catalunya amb motiu del 25 aniversari de la restauració d'aquest. L'octubre de 2007 cedí una obra original seva a la campanya contra el tancament de les emissions de TV3 a València perquè es venguessin les seves reproduccions a deu euros i així, sufragar la multa imposta a ACPV per la Generalitat Valenciana. El mateix any deixà un missatge a la Caixa de les Lletres de l'Institut Cervantes que no s'obrirà fins al 2022. El 9 d'abril de 2010 fou nomenat marquès de Tàpies pel rei Joan Carles I.
Morí el 6 de febrer de 2012 a Barcelona a l'edat de 88 anys.

## Estil

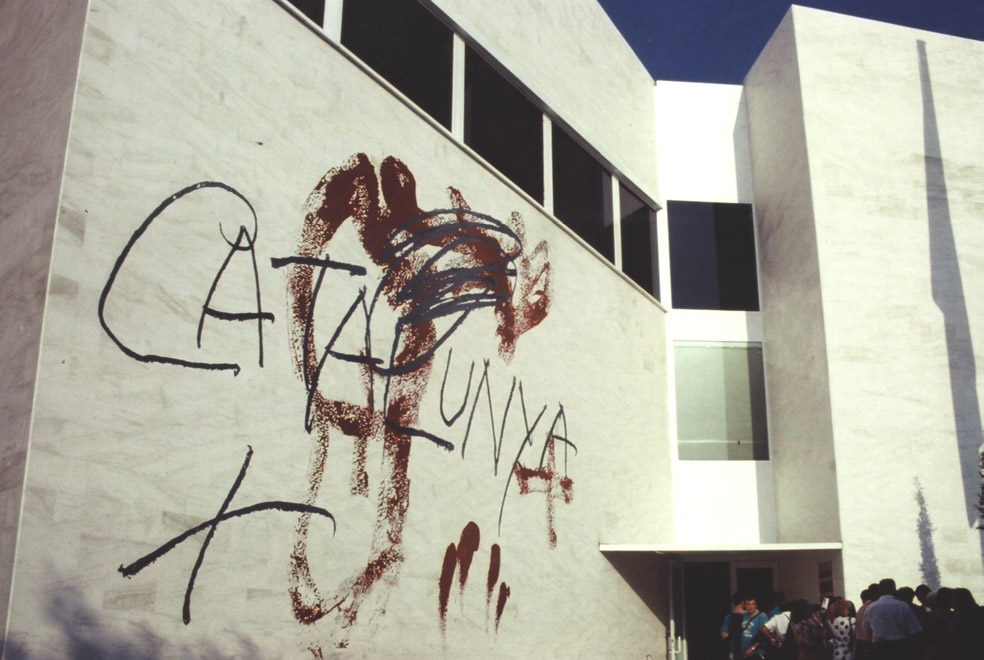
Mural del Pavelló de Catalunya a l'Exposició Universal de Sevilla de 1992

De formació pràcticament autodidacta en el terreny artístic, Tàpies fou amb tot un home de gran cultura, amant de la filosofia (Friedrich Wilhelm Nietzsche), la literatura (Fiódor Dostoievski) i la música (Richard Wagner). Va ser un gran defensor de la cultura catalana, de la que va estar profundament imbuït: fou un gran admirador de l'escriptor místic Ramon Llull (del que realitzà un llibre de gravats entre 1973 i 1985), així com del Romànic català i l'arquitectura modernista d'Antoni Gaudí. Tanmateix, fou un enamorat de l'art i la filosofia orientals, que com Tàpies dilueixen la frontera entre matèria i esperit, entre l'home i la naturalesa. Influït pel budisme, mostrà a la seva obra com el dolor, tant físic com espiritual, és quelcom inherent a la vida.
La iniciació de Tàpies en l'art fou a través de dibuixos de to realista, principalment retrats de familiars i amics. La seva primera presa de contacte amb l'art d'avantguarda de l'època el portà a adscriure's a un surrealisme de to màgic influenciat per artistes com Joan Miró, Paul Klee i Max Ernst, estil que cristal·litzà en la seva etapa de Dau al Set.
Dau al Set fou un moviment influït principalment pel dadaisme i el surrealisme, però que també es nodrí de múltiples fonts literàries, filosòfiques i musicals: redescobriren al místic mallorquí Ramon Llull, a la música de Wagner, Arnold Schönberg i el jazz, a l'obra artística de Gaudí i literària de Poe i Stéphane Mallarmé, a la filosofia de Nietzsche i l'existencialisme alemany, a la psicologia de Sigmund Freud i Carl Gustav Jung, etc. La seva pintura fou figurativa, amb un marcat component màgico-fantàstic, així com un caràcter metafísic, de preocupació pel destí de l'home.
Després del seu pas per Dau al Set, el 1951 va començar una fase d'abstracció geomètrica, passant el 1953 a l'informalisme: el 1951 viatjà a París, on va conèixer els nous corrents europeus, així com les noves tècniques pictòriques (dripping, grattage, etc.); i contactà amb artistes informalistes com Jean Fautrier o Jean Dubuffet. L'informalisme fou un moviment sorgit després de la Segona Guerra Mundial, que mostrà l'empremta deixada pel conflicte bèl·lic en una concepció pessimista de l'home, influenciada per la filosofia existencialista. Artísticament, els orígens de l'informalisme es poden rastrejar en l'abstracció de Vassili Kandinski o en els experiments realitzats amb diversos materials pel dadaisme. L'informalisme cerca a més la interrelació amb l'espectador, dins del concepte d'"obra oberta" expressat pel teòric italià Umberto Eco.
Dins de l'informalisme, Tàpies se situà dins de l'anomenada "pintura matèrica", també coneguda com a "art brut", que es caracteritza per la mixtificació tècnica i l'ús de materials heterogenis, moltes vegades de rebuig o de reciclatge, barrejats amb els materials tradicionals de l'art cercant un nou llenguatge d'expressió artística. Els principals exponents de la pintura matèrica foren, a més de Tàpies, els francesos Fautrier i Dubuffet i l'espanyol Manolo Millares. L'informalisme matèric fou des dels anys 1950 el principal mitjà d'expressió de Tàpies.
Les obres més característiques de Tàpies són les que aplica la seva mixtura de diversos materials en composicions que adquireixen la consistència de murs o parets, a les que afegia diversos elements distintius a través de signes que emfatitzen el caràcter comunicatiu de l'obra, semblant a l'art popular del graffiti. Aquesta consistència de mur sempre va atreure Tàpies, al qual a més li agradava relacionar el seu estil amb l'etimologia del seu propi cognom:
| « | El mur és una imatge que vaig trobar una mica per sorpresa. Fou després d'unes sessions de pintura en les quals em barallava tant amb el material plàstic que utilitzava i l'omplia de tal quantitat d'esgarrapades que, de sobte, el quadre canvià, feu un salt qualitatiu, i es transformà en una superfície quieta i tranquil·la. Em vaig trobar que havia pintat una paret, un mur, el qual es relacionava a la vegada amb el meu nom. | » |

Tanmateix, té una primordial significació en l'obra de Tàpies el caràcter iconogràfic que afegeix a les seves realitzacions a través de distints signes com creus, llunes, asteriscs, lletres, números, figures geomètriques, etc. Per Tàpies aquests elements tenien una significació al·legòrica relativa al món interior de l'artista, evocant temes tan transcendentals com la vida i la mort, o com la soledat, la incomunicació o la sexualitat. Cada element té el seu significat concret: quant a les lletres, A i T són per les inicials del seu nom o per Antoni i Teresa –la seva dona–; la X com a misteri, incògnita, o com a forma de ratllar quelcom; la M l'explica de la següent manera:
| « | Tots tenim una M dibuixada a les línies del palmell de la mà, el qual remet a la mort, i al peu hi ha unes arrugues en forma de S; tot combinat era Mort Segura. | » |

Altre traç distintiu en Tàpies fou l'austeritat cromàtica, generalment es movia en gammes de colors austers, freds, terrosos, com l'ocre, marró, gris, beix o negre. L'artista ens donà la seva pròpia explicació:
| « | Si he arribat a fer quadres tan sols amb gris, és en part per la reacció que tingué enfront al colorisme que caracteritzava l'art de la generació anterior a la meva, una pintura que s'hi feien servir molt els colors primaris. El fet d'estar rodejat contínuament per l'impacte de la publicitat i les senyalitzacions característiques de la nostra societat també em portà a cercar un color més interioritzat, el que podria definir-se com la penombra, la llum dels somnis i del nostre món interior. El color marró es relaciona amb una filosofia molt lligada al franciscanisme, amb l'hàbit dels frares franciscans. Hi ha una tendència a cercar el que diuen els colors alegres: el vermell, el groc; però en canvi per mi, els colors grisos o marrons són més interiors, estan més relacionats amb el món filosòfic. | » |

En la seva obra Tàpies reflectí una gran preocupació pels problemes de l'ésser humà: la malaltia, la mort, la soledat, el dolor o el sexe. Tàpies ens donà una nova visió de la realitat més senzilla i quotidiana, enaltint-la a cotes de veritable espiritualitat. La concepció vital de Tàpies es nodrí de la filosofia existencialista, que remarca la condició material i mortal de l'home, l'angúnia de l'existència de la qual parlava Sartre; la soledat, la malaltia, la pobresa que percebem en Tàpies es troba també en l'obra de Samuel Beckett o Eugène Ionesco. L'existencialisme assenyala el destí tràgic de l'home, però també reivindica la seva llibertat, la importància de l'individu, la seva capacitat d'acció enfront de la vida; així, Tàpies pretengué amb el seu art fer-nos reflexionar sobre la nostra pròpia existència:
| « | Penso que una obra d'art tindria de deixar perplex l'espectador, fer-lo meditar sobre el sentit de la vida. | » |

La dècada del 1970, influenciat per l'art pop, començà a fer servir objectes més sòlids en les seves obres, com per exemple parts de mobles. Amb tot, la utilització d'elements quotidians en l'obra de Tàpies no tenia el mateix objectiu que en el pop-art, on eren utilitzats per fer una banalització de la societat de consum i els mitjans de comunicació de masses; en canvi, en Tàpies sempre estigué present el substrat espiritual, la significació dels elements senzills com evocadors d'un major ordre universal.
Se sol considerar Tàpies com a precursor de l'Arte Povera, en la seva utilització de materials pobres i de rebuig, encara que novament cal remarcar la diferència conceptual de tots dos estils.

## Tècnica

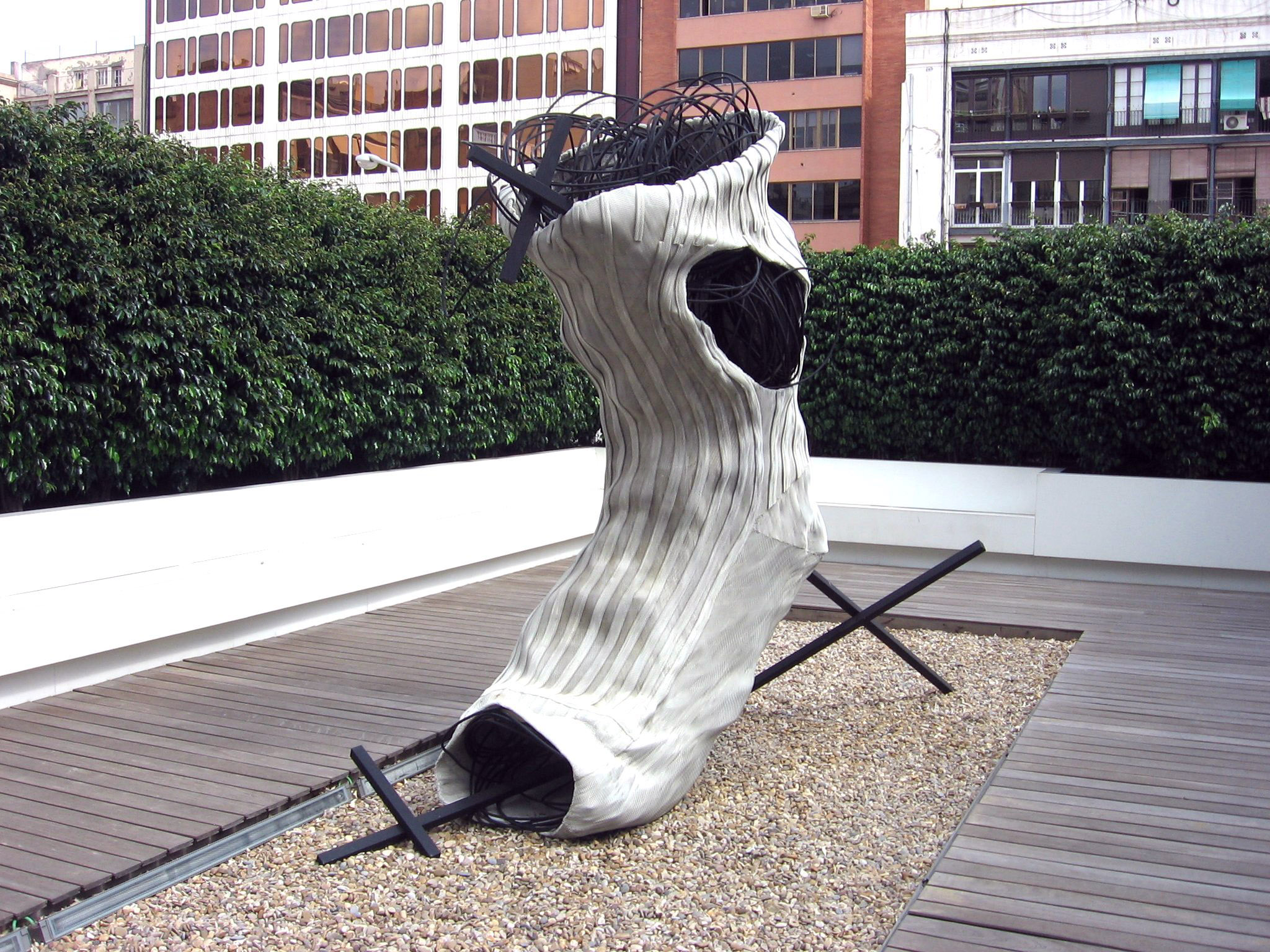
Mitjó, Fundació Antoni Tàpies.

En la seva obra més característica dins de l'informalisme matèric, Tàpies utilitzà tècniques que barrejaven els pigments tradicionals de l'art amb materials com sorra, roba, palla, etc. amb predomini del collage i l'assemblage, i una textura propera al baix relleu.
Tàpies definia la seva tècnica com a "mixta": pintava sobre tela, en formats mitjans, en posició horitzontal, disposant una capa homogènia de pintura monocromàtica, sobre la qual aplicava la "mixtura", barreja de pols de marbre triturat, aglutinant, pigment i oli, aplicat amb espàtula o amb les seves pròpies mans.
Quan estava quasi sec feia un grattage amb tela d'arpillera, aplicada sobre la superfície; quan estava adherida, l'arrencava, creant una estructura de relleu, amb zones esquinçades, esgarrapades o àdhuc foradades, que contrastaven amb els cúmuls i densitats matèriques d'altres zones del quadre. A continuació, feia un nou grattage amb diversos estris (punxó, ganivet, estisores, pinzell). Finalment, afegia signes (creus, llunes, asteriscs, lletres, números, etc.), en composicions que recorden el graffiti, així com taques, aplicades mitjançant el dripping.
No afegia elements de fixació, pel que les obres es degradaven ràpidament –la mixtura és bastant efímera–; amb tot, Tàpies defensava la descomposició, com a pèrdua de la idea de l'eternitat de l'art, li agradava que les seves obres reflecteixin la sensació del pas del temps. A això contribuïen també les seves pròpies empremtes a l'obra, les incisions que practicava, que per ell eren un reflex de la naturalesa.

## Obra

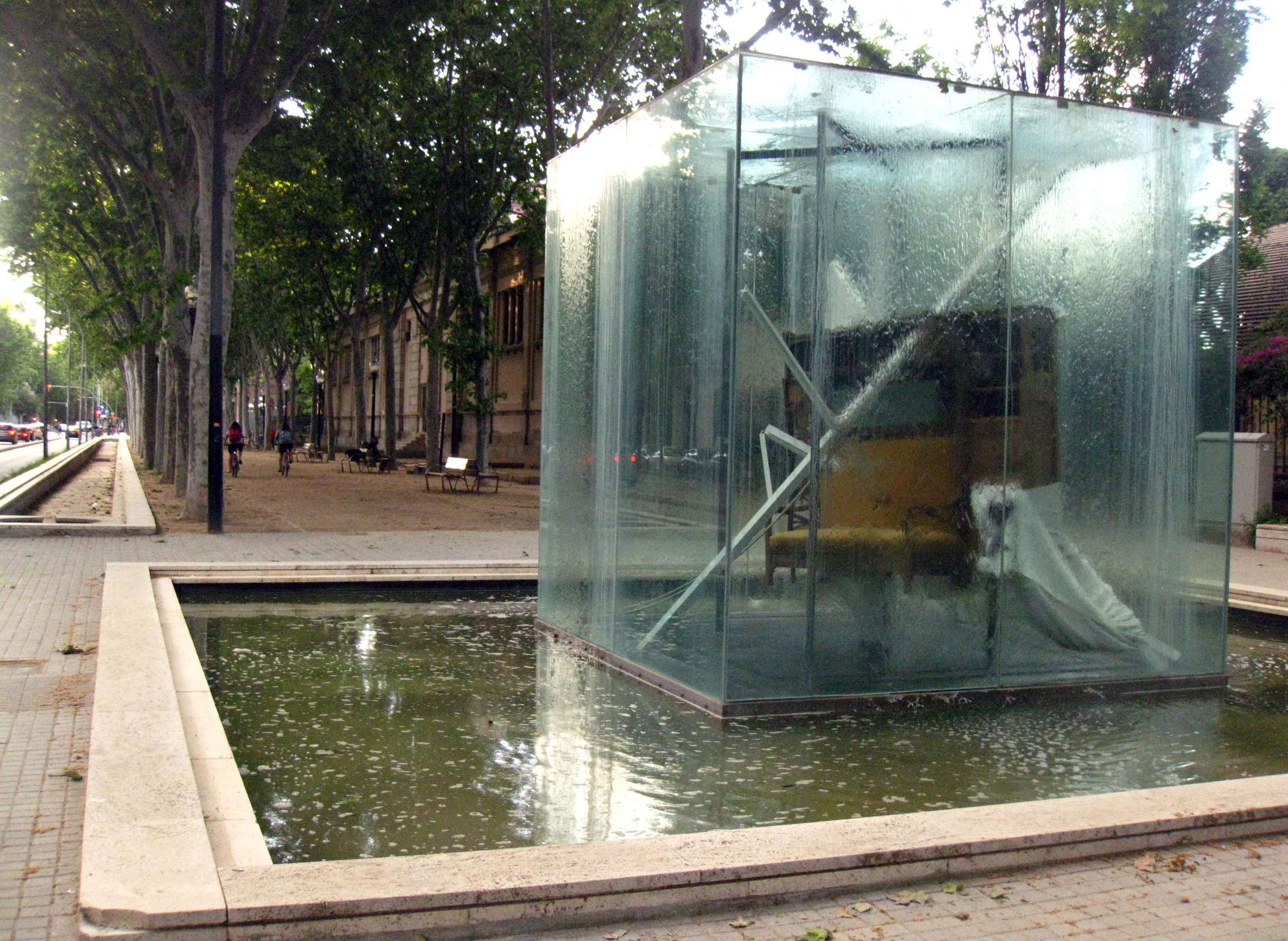
Homenatge a Picasso, al Parc de la Ciutadella de Barcelona

Els inicis de Tàpies van ser en el terreny del dibuix, generalment en tinta xinesa, dedicant-se principalment al retrat, generalment de familiars i amics, de gran realisme: Josep Gudiol, Antoni Puigvert, Pere Mir i Martorell, Autoretrat (1944). Es començà a interessar per tècniques innovadores, i començà a deixar les seves empremtes en l'obra: Zoom (1946), retrat invertit, en forma de sol, amb un to groc influït en Van Gogh i un blanc d'Espanya molt pur, donant una forta lluminositat.
Cap a 1947 realitzà dibuixos més fluids, amb influència de Matisse. Més tard començà la seva obra ja autènticament personal, amb materials espessos i pinzellades curtes i separades, amb un aire primitiu i expressionista, amb una temàtica màgica i panteista (Tríptic, 1948).
Durant l'etapa de Dau al Set, Tàpies s'emmarcà en un surrealisme màgic figuratiu, amb influència de Joan Miró, Paul Klee i Max Ernst: Driades, nimfes i harpies (1950), ambient nocturn, amb influència d'Henri Rousseau en la vegetació; El gat, amb influència de Klee, forts clarobscurs, món fantàstic, irreal, colors foscos; El dolor de Brunhilde, amb influència de l'expressionisme alemany en els contrastos de color, llum i ombra.
Finalment, després del seu pas per Dau al Set, el 1951 començà una fase d'abstracció geomètrica, passant el 1953 a l'informalisme de tendència matèrica que seria característic de la seva obra. Les seves realitzacions van adquirir una densitat més gruixuda, amb empastaments molt densos, incorporant el grattage, que solia efectuar amb el pinzell invertit, creant relleu. També realitzà collages amb paper de diari o cartolina, i materials reciclats o àdhuc detrítics, mostrant la influència de Kurt Schwitters (Collage de creus, 1947; Collage de cordes i arròs). Els seus colors típics eren foscos: castany, ocre, beige, marró, negre; el blanc sol ser "brut", barrejat amb tons foscos. Tan sols esporàdicament s'esplaià en colors vibrants, com el vermell (Vermell i negre amb zones arrencades, 1963-1965) i el blau (Blau i dues creus, 1980).
Entre 1955 i 1960 va tenir el seu període més radicalment matèric, amb un estil auster, amb colors neutres, de la terra (castany, beix, gris), i profusió de signes: creu, T (de Tàpies), creu en aspa (X), 4 (pels quatre elements i els quatre punts cardinals, com a símbol de la terra), etc.: Gran pintura grisa (1956), Gran oval (1956), Oval blanc (1957), Pintura en forma de T (1960).
També és important en l'obra de Tàpies la presència del cos humà, generalment en parts separades, de formes esquemàtiques, molts cops amb aparença de deterioració, el cos apareix esquinçat, agredit, foradat. Així ho podem percebre en El foc interior (1953), tors humà en forma de tela d'arpillera descomposta per cremades; Relleu ocre i rosa (1965), figura femenina agenollada; Matèria en forma d'axil·la (1968), en què a la figura d'un tors mostrant l'axil·la afegeix cabells reals; Crani blanc (1981) evoca les vanitas del barroc espanyol, el recordatori de la caducitat de la vida; Cos (1986) reflecteix una figura jaient, evocadora de la mort –el que s'accentua per la paraula Tartaros, l'infern grec–; Dies d'Aigua I (1987), un cos que se submergeix en onades de pintura grisa, evocant la llegenda d'Hero i Leandre.
Altra de les característiques de Tàpies és la seva profusa utilització dels més diversos objectes dins de les seves obres: Capsa de cordills (1946) ja anticipava aquesta tendència, amb una capsa plena de cordills disposats de forma radial que recorden una cabellera; Porta metàl·lica i violí (1956) és una curiosa composició dels dos elements citats, aparentment antitètics, un pel seu caràcter prosaic i altre per la seva elevada connotació artística i intel·lectual; Palla premsada amb X (1969), per Tàpies la palla evoca el renaixement de la vida, la seva vinculació amb els mites solars; Coixí i ampolla (1970), nova conjunció de dos objectes dispars, pretén contraposar un coixí de refinat gust burgès amb una simple ampolla de vidre d'aire quasi proletari.
També són importants en Tàpies les figures geomètriques, potser influïdes pel Romànic català o l'art primitiu i oriental: Oval blanc (1957), cercle com a símbol solar i de perfecció i eternitat; Matèria plegada  (1981), llenç semblant al sudari de Crist, amb certes reminiscències que recorden a Zurbarán, pintor admirat per Tàpies; L'escala (1974), com a símbol d'ascensió, inspirat en obres de Miró com Gos lladrant a la lluna o Carnaval de l'Arlequí.
Encara que l'evolució de l'obra tapiana va ser uniforme des dels seus inicis en l'informalisme, amb el pas del temps es van produir subtils diferències tant en tècniques com en continguts: entre 1963 i 1968 rebé certa influència del pop-art, en el seu apropament al món de la realitat circumdant, en què es destaca l'objecte quotidià: Matèria en forma de barret, El marc, La dona, Matèria en forma de nou, Taula i cadires (1968), Matèria amb manta (1968), Gran paquet de palla (1968), Palla premsada (1969). Entre 1969 i 1972 donà preponderància als temes catalans: Atenció Catalunya (1969), L'esperit català (1971), Pintura romànica amb barretina (1971), Sardana (1971), Inscripcions i quatre barres sobre arpillera (1971-1972), Catalunya-Llibertat (1972).
Al període 1970-1971 tingué una etapa conceptualista, treballant amb materials detrítics, amb taques de greix o matèries brutes: Pica de rentar amb creu, Moble amb palla, Palangana amb Vanguardias, Palla coberta amb drap, Pintura romànica amb barretina. Després d'una època de crisi fins a finals dels 70, en què es va centrar en l'escultura i el gravat, des de 1980 renovà tècniques i temàtiques, tornant a un cert informalisme. Tanmateix, durant aquesta dècada, per influència de l'art postmodern –especialment el neoexpressionisme alemany–, incorporà més elements figuratius, generalment com a homenatge a estils i artistes tradicionals de la història de l'art, com a Record (1982), que al·ludeix a Leonardo Da Vinci, o Matèria ocre (1984) i Taca marró sobre blanc (1986), que evoquen el barroc.

Antoni Tàpies. 'Les quatre cròniques' (1990)

Als anys 1990 rebé una sèrie d'encàrrecs institucionals: el 1991 realitzà Les quatre cròniques, a la Sala Tarradellas del Palau de la Generalitat de Catalunya. El 1992 s'encarregà de la decoració mural dels pavellons de Catalunya i del Comitè Olímpic Internacional per l'Exposició Universal de Sevilla. Aquell mateix any se suscità una forta polèmica pel projecte encarregat per l'Ajuntament de Barcelona per decorar la Sala Oval del Palau Nacional de Montjuïc, seu del MNAC. Tàpies projectà una escultura en forma de mitjó, de 18 metres d'altura; segons ell, la seva significació era la d'"un humil mitjó a l'interior del qual es proposa la meditació i amb el qual vull representar la importància en l'ordre còsmic de les coses petites". Malgrat tot, a causa del rebuig popular al projecte i a l'oposició de la Generalitat de Catalunya, l'obra finalment no es dugué a terme. Tot i així, anys més tard l'artista reprengué el projecte i construí la seva obra a la terrassa de la Fundació Antoni Tàpies, com a principal obra representativa de la Fundació després de la seva reobertura el 2010, després de dos anys de reforma del museu. Malgrat tot, no es construí el projecte original de 18 metres, sinó una versió reduïda de 2,75 metres.
El 1994 Tàpies rebé l'encàrrec per la Universitat Pompeu Fabra d'adequar un espai com a capella laica, és a dir, com a espai de recolliment per la reflexió i la meditació. L'espai formava part de l'Àgora Rubió i Balaguer de la universitat, dissenyada per l'arquitecte Jordi Garcés, que uneix subterràniament els antics edificis dels quarters de Roger de Llúria i Jaume I, i que a més de la capella conté un auditori i una sala d'exposicions. Tàpies va concebre l'espai com a refugi del món exterior, deixant l'estructura arquitectònica tal com estava, amb parets de formigó, instal·lant una sèrie d'intervencions artístiques per complementar l'aire de recolliment de la capella: el mural Díptic de la campana i l'escultura Serp i plat, així com unes cadires de boga penjades d'una paret i una catifa d'arpillera, tot per produir un ambient de meditació i repòs. L'escultura se situa sobre un altar, amb un gran plat de porcellana sobre el que se situa la serp; podem albirar l'antecedent del projecte del mitjó per al Palau Nacional, que també s'hauria situat sobre un altar.
En escultura, des dels seus inicis en la tècnica de l'assemblage en la dècada dels 70 passà a la utilització de la terracota des del 1981 i del bronze des del 1987, sempre en una línia semblant a la de la seva pintura, amb tècniques mixtes i utilització de materials reciclats o de rebuig, en associacions de vegades insòlites que cerquen impactar l'espectador. Destaquen el seu Homenatge a Picasso (Parc de la Ciutadella, 1983), i el mosaic ceràmic de la Plaça Catalunya de Sant Boi de Llobregat (1983), així com la instal·lació titulada Núvol i cadira al Museu Tàpies (1989).

### Obra seleccionada

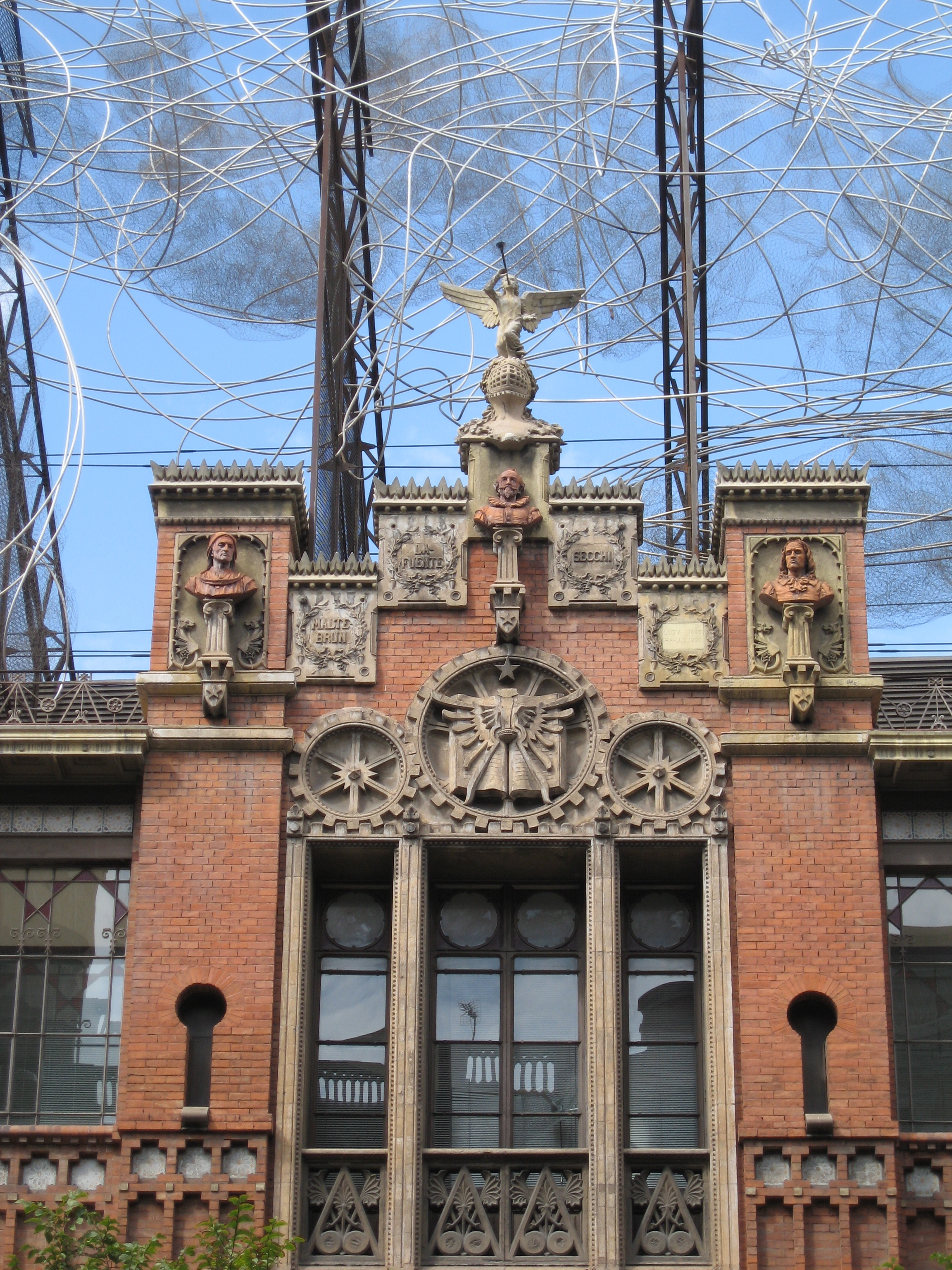
Núvol i cadira, a la Fundació Antoni Tàpies.

- Zoom (1946) – oli i blanc d'Espanya sobre llenç, 65 x 54 cm, Fundació Antoni Tàpies, Barcelona.
- Creu de paper de diari (1947) – collage i aquarel·la sobre paper, 40 x 31 cm, Col·lecció particular, Barcelona.
- Tríptic (1948) – oli sobre llenç, 97 x 65, 97 x 130, 97 x 65 cm, Col·lecció particular, Barcelona.
- Collage d'arròs i cordes (1949) – pintura i collage sobre cartró, 75 x 52,5 cm, Col·lecció particular, París.
- L'escarnidor de diademes (1949) – oli sobre llenç, 92 x 73 cm, Col·lecció particular, Barcelona.
- La barberia dels maleïts i dels elegits (1950) – oli sobre llenç, 97 x 130 cm, Col·lecció particular, Barcelona.
- Driades, nimfes i harpies (1950) – oli sobre llenç, 97 x 130 cm, Col·lecció particular, Barcelona.
- Spiritual Song (1950) – aquarel·la i tinta sobre paper, 39 x 34 cm, Col·lecció MACBA. Procedent del Fons d'Art de la Generalitat de Catalunya. Antiga Col·lecció Salvador Riera.[47]
- El foc interior (1953) – tècnica mixta sobre tela, 60 x 73 cm, Col·lecció particular, Barcelona.
- Blanc amb taques roges (1954) – tècnica mixta sobre tela, 115 x 88 cm, Col·lecció particular, Barcelona.
- Terra i pintura (1956) – tècnica mixta sobre fusta, 33,5 x 67,5 cm, Col·lecció particular, Barcelona.
- Laberint (1956) – tècnica mixta sobre tela, 65 x 81 cm, Col·lecció particular, Weiden.
- Pintura ocre (1959) – tècnica mixta sobre tela, 240 x 190 cm, MACBA, Barcelona.
- Relleu gris sobre negre (1959) - tècnica mixta sobre tela, 194,6 x 170 cm, MOMA, Nova York.
- Forma blanca (1959) - tècnica mixta sobre tela, 116,3 x 81,5 cm, MACBA, Barcelona.
- M (1960) – tècnica mixta sobre tela muntada sobre fusta, 195 x 170 cm, Col·lecció particular, Lieja.
- Relleu amb cordes (1963) – tècnica mixta sobre tela, 148,5 x 114 cm, Fundació Antoni Tàpies.
- En forma de cadira (1966) – tècnica mixta sobre tela, 130 x 97 cm, Col·lecció particular.
- Collage en forma de peu (1966) - collage sobre paper, 105 x 87 cm, Moderna Museet, Estocolm.
- Matèria en forma d'axil·la (1968) – tècnica mixta sobre tela, 65,5 x 100,5 cm, Col·lecció particular.
- Caixa d'embalar (1969) – muntatge de fusta i paper, 170 x 125 x 8 cm, Galeria Martha Jackson, Nova York.
- Homenatge a Richard Wagner (1969) - acrílic i collage sobre paper, 76 x 40 cm, Fundació Joan Brossa, Barcelona
- Palla premsada a l'X (1969) – tècnica mixta sobre tela, 200 x 175 cm, MNCARS, Madrid.
- Pintura amb manilles (1970) – assemblage i pintura sobre tela, 130 x 167 cm, Col·lecció particular.
- Cadira coberta (1970) – objecte-assemblage, 77,5 x 69,5 x 56,5 cm, Wilhelm-Lehmbruck-Museum der Stadt, Duisburg.
- Taula de despatx amb palla (1970) – objecte-assemblage, 108 x 130 x 92 cm, Adrien Maeght, París.
- Ocre amb fletxa (1971) - tècnica mixta sobre fusta, 195 x 79 cm, MACBA, Barcelona.
- L'esperit català (1971) – tècnica mixta sobre fusta, 200 x 270 cm, Museu Universitat de Navarra, Pamplona / Iruñea.[48][49]
- Braç (1973) – tècnica mixta sobre fusta, 82 x 130 cm, Col·lecció particular, Barcelona.
- L'escala (1974) – tècnica mixta sobre fusta, 250 x 300 cm, Galeria Maeght, París.
- Efecte de bastó en relleu (1979) – tècnica mixta sobre roba i tela, 134,5 x 162 cm, Galeria Maeght, Barcelona.
- Matèria sobre fusta amb oval (1979) – tècnica mixta sobre fusta, 270 x 200 cm, Galeria Maeght, París.
- Blau amb dues creus (1980) – tècnica mixta sobre manta i tela, 206 x 146 cm, Col·lecció particular.
- Drac (1980) – pintura, llapis i vernís sobre fusta, 89 x 146,5 cm, Col·lecció particular, Barcelona.
- Nu de vernís (1980) – tècnica mixta sobre tela, 65 x 100 cm, Col·lecció particular, Barcelona.
- Amor, a mort (1980) – pintura sobre tela, 200,5 x 276 cm, IVAM, València.
- Crani blanc (1981) – pintura sobre cartró, 52,5 x 42,5 cm, Col·lecció particular, Barcelona.
- Peu sobre blanc (1981) – tècnica mixta sobre fusta, 162 x 97 cm, Col·lecció particular, Barcelona.
- Matèria plegada (1981) – tècnica mixta sobre taula, 130 x 130 cm, Galeria Maeght, Barcelona.
- Roig i negre (1981) – tècnica mixta sobre fusta, 170 x 195 cm, Col·lecció particular, North Egremont, Massachusetts.
- A tombada (1982) – pintura i vernís sobre fusta, 162 x 261 cm, Fundació Renault, Boulogne-sur-Mer.
- Vernís amb formes negres (1982) – pintura i vernís sobre tela, 200,5 x 275 cm, Galeria Lelong, París.
- Matèria del temps (1983) – pintura sobre fusta, 270 x 220 cm, Col·lecció particular, Barcelona.
- Tríptic dels graffiti (1984) – tècnica mixta sobre tela, 195 x 300 cm, Col·lecció particular, Barcelona.
- M blanc (1984) – pintura i vernís sobre fusta, 270 x 220 cm, Col·lecció particular, Barcelona.
- Lector (1984) – pintura sobre tela, 100 x 100 cm, Col·lecció particular, Barcelona.
- Matèria ocre (1984) – pintura sobre fusta, 195 x 170 cm, Col·lecció particular, Barcelona.
- Tors (1985) – pintura i vernís sobre fusta, 97 x 130 cm, Col·lecció particular, Barcelona.
- Dos bastidors (1985) – pintura i collage sobre fusta, 250 x 200 cm, Galeria Bayeler, Basilea.
- Ulls tancats (1985) – pintura sobre taula, 97 x 130 cm, Col·lecció particular, Barcelona.
- Gran blanc amb mà (1985) – pintura i collage sobre fusta, 200 x 250 cm, Col·lecció particular, Barcelona.
- Capitoné (1986) – pintura i assemblage sobre fusta, 130 x 162 cm, Col·lecció particular, Barcelona.
- Gran díptic de terra (1987) – tècnica mixta sobre fusta, 220 x 600 cm, Galeria Lelong, París.
- Portes i fletxes (1987) – pintura, vernís i assemblage sobre tela, 195,5 x 300 cm, Col·lecció particular, Barcelona.
- Blanc i cadira (1987) – tècnica mixta i assemblage sobre tela, 225 x 330 cm, Col·lecció particular, Barcelona.
- Dies d'Aigua II (1987) – pintura, llapis i collage sobre tela, 60 x 73 cm, Col·lecció particular, Barcelona.
- Infinit (1988) – tècnica mixta sobre fusta, 250 x 330 cm, Col·lecció particular, Barcelona.
- Tres dits (1990) – pintura i vernís sobre tela, 146 x 114 cm, Col·lecció particular, Barcelona.
- Núvol i cadira (1990) – alumini anoditzat i acer inoxidable, 12,7 x 24 x 6,8 cm, Fundació Antoni Tàpies, Barcelona.
- Inspiració-expiració (1991) – tècnica mixta sobre fusta, 225 x 200 cm, Col·lecció particular, Barcelona.
- Les quatre cròniques (1991) – tècnica mixta sobre fusta, 251 x 600 cm, Palau de la Generalitat de Catalunya, Barcelona.
- Disseny logotip Universitat Rovira i Virgili (URV) (1991)
- Pregunta (1992) – collage, pintura i vernís sobre tela, 275 x 200,5 cm, Col·lecció particular, Barcelona.
- Perfil metàl·lic (1993) – repussat i collage sobre planxa metàl·lica, 100 x 84,5 cm, Col·lecció particular, Barcelona.
- Rinzen (1993) – tècnica mixta, MACBA, Barcelona.
- Cap (1995) – tècnica mixta sobre fusta, 116,5 x 89 cm, Col·lecció particular, Barcelona.
- Llit (1995) – tècnica mixta sobre fusta, 225 x 400 cm, Col·lecció particular, Barcelona.
- Cos i filferros (1996) – pintura i assemblage sobre fusta, 162,5 x 260,5 cm, Fundació Antoni Tàpies, Barcelona.
- Monòleg (1997) – pintura sobre fusta, 175 x 200 cm, Col·lecció particular, Barcelona.
- Terra d'ombra (1998) – pintura i assemblage sobre tela, 220 x 270 cm, Fundació Antoni Tàpies, Barcelona.
- Peu i cistell (1999) – pintura sobre bronze, 39 x 48 x 52 cm, Col·lecció particular, Barcelona.
- Martell (2002) – pintura sobre tela, 130 x 162 cm, Col·lecció particular, Barcelona.
- 1/2 (2003) – pintura i vernís sobre fusta, 200 x 175 cm, Col·lecció particular, Barcelona.
- Formes en l'espai (2009) – tècnica mixta sobre tela, 300 x 250 cm, Col·lecció particular, Barcelona.

### Exposicions
- 1948 — I Saló d'Octubre de Barcelona.
- 1949 — Institut Francès de Barcelona.
- 1950 — VII Saló dels Onze a Madrid i primera exposició individual a les Galeries Laietanes de Barcelona.[50]
- 1952 — XXVI Biennal de Venècia i nova exposició a les Galeries Laietanes de Barcelona.
- 1953 — Exposicions individuals a la Martha Jackson Gallery de Nova York, les Galerías Biosca de Madrid i la Marshall Field Art Gallery de Chicago.
- 1954 — XXVII Biennal de Venècia i nova exposició a les Galeries Laietanes de Barcelona.[50]
- 1955 — III Biennal Hispanoamericana, Barcelona. Exposicions individuals a la Sturegalleriet d'Estocolm i la Sala Gaspar de Barcelona.
- 1956 — Galerie Stadler, París.
- 1957 — Martha Jackson Gallery de Nova York, Galerie Stadler de París i Galerie Schmela de Düsseldorf.
- 1958 — Sala especial a la XXIX Biennal de Venècia.
- 1959 — Exposicions al Museo de Arte de Bilbao, la Martha Jackson Gallery de Nova York, la Gres Gallery de Washington, la Galerie Stadler de París, la Kunsthalle de Berna i la Galerie Van de Loo de Múnic (amb Antonio Saura).
- 1960 — Exposicions a la Sala Gaspar de Barcelona, el Museo de Arte de Bilbao, la Martha Jackson Gallery de Nova York i la Galleria dell'Ariete de Milà.
- 1961 — Exposicions individuals a la Martha Jackson Gallery de Nova York, la Gres Gallery de Washington i la Galerie Stadler de París.[50]
- 1962 — Exposicions retrospectives a la Kestner Gesellschaft de Hannover, el Museu Guggenheim de Nova York i la Kunsthaus de Zúric.[50]
- 1963 — Exposicions al Phoenix Art Center (Phoenix, Arizona), el Pasadena Art Museum (Pasadena (Califòrnia)), la Felix Landau Gallery de Los Angeles, la Martha Jackson Gallery de Nova York, Berggruen & Cie. de París i la Galerie Im Erker de Sankt Gallen.
- 1964 — Sala especial a la III Documenta de Kassel i exposicions a la Galerie Rudolf Zwirner de Colònia, la Galerie Stadler de París, la Gallery Moos de Toronto i la Sala Gaspar de Barcelona.
- 1965 — Exposició retrospectiva a l'Institute of Contemporary Arts de Londres i individuals a la Galerie Rudolf Zwirner de Colònia i la Galerie van de Loo de Múnic.
- 1966 — Participació en la Biennal de Menton i exposició a la Galerie Stadler de París.
- 1967 — Participació en la Biennal de Ljubljana, retrospectiva al Kunstmuseum de Sankt Gallen i exposicions individuals a la Martha Jackson Gallery de Nova York i la Galerie Maeght de París.
- 1968 — Exposicions retrospectives al Museum des 20. Jahrhunderts de Viena, al Kunstverein d'Hamburg i al Kölnischer Kunstverein de Colònia, i individuals a la Martha Jackson Gallery de Nova York, la Galerie Maeght de París i la Galerie Schmela de Düsseldorf.
- 1969 — Exposicions a la Galerie Maeght de París, la Gallery Moos de Toronto, la Sala Gaspar de Barcelona i retrospectiva a la Kasseler Kunstverein de Kassel.
- 1970 — Martha Jackson Gallery de Nova York.
- 1971 — Il Collezionista d'Arte Contemporanea de Roma i Galerie Maeght de Zúric.
- 1972 — Galerie Maeght de París i retrospectiva a la Städtische Galerie im Haus Seel de Siegen.
- 1973 — Exposicions retrospectives al Musée d'Art Moderne de la Ville de Paris, el Musée Rath de Ginebra i el Palais des Beaux-Arts de Charleroi, i individuals a la Martha Jackson Gallery de Nova York, la Jodi Scully Gallery de Los Angeles i la Galería Juana Mordó de Madrid.
- 1974 — Exposicions retrospectives al Louisiana Museum de Copenhaguen, la Nationalgalerie de Berlín, la Hayward Gallery de Londres i la Glynn Vivian Art Gallery de Swansea, i individuals a la Galerie Maeght de París i la Gallery Moos de Toronto.
- 1975 — Exposicions a la Galeria Maeght de Barcelona, la Galerie Maeght de Zuric, la Ruth S. Schaffner Gallery de Los Angeles, la Galerie Beyeler de Basilea i la Martha Jackson Gallery de Nova York.
- 1976 — Exposicions retrospectives a la Fundación Maeght de Saint-Paul-de-Vence, el Seibu Museum de Tokio i la Fundació Joan Miró de Barcelona.
- 1977 — Exposicions retrospectives a l'Albright-Knox Art Gallery (Buffalo, Nova York), el Museum of Contemporary Art de Chicago, el Marion Koogler McNay Art Institute de San Antonio (Texas), el Des Moines Art Center (Des Moines, Iowa), el Musée d'Art Contemporain de Montreal, el Kunstverein de Bremen i el Staatliche Kunsthalle de Baden-Baden.
- 1978 — Exposicions retrospectives al Kunstmuseum de Winterthur i el Musée de l'Abbaye de Sainte Croix de Les Sables-d'Olonne, i individuals a la Martha Jackson Gallery de Nova York, la Galeria Maeght de Barcelona i la Galerie Schmela de Düsseldorf.
- 1979 — Exposicions a la Galerie Maeght de París i la Hastings Gallery del Spanish Institute de Nova York, i retrospectiva a la Badischer Kunstverein de Karlsruhe.
- 1980 — Exposicions retrospectives al Museo Español de Arte Contemporáneo de Madrid, el Stedelijk Museum d'Amsterdam, la Kunsthalle de Kiel i el Wolfgang-Gurlitt-Museum de Linz i individuals a la Galerie Maeght de Zuric i el Studio Dueci de Roma.
- 1981 — Exposicions a la Galeria Maeght de Barcelona, la Galerie Maeght de Zuric, M. Knoedler & Co. de Nova York i la Stephen Wirtz Gallery de San Francisco, i retrospectiva a la Fondation du Chateau de Jau, Cases de Pène.
- 1982 — Retrospectives al Palacio de la Lonja de Saragossa i la Scuola di San Giovanni Evangelista de Venècia, i exposicions a la Marisa del Re Gallery de Nova York, la Galerie Maeght de París i el Studio Dueci de Roma.
- 1983 — Exposicions a la Galerie Maeght de Zuric, el Saló del Paranimf de la Universitat de Barcelona, l'Abbaye de Sénanque de Gordes, la Städtische Galerie Prinz-Max-Palais de Karlsruhe i la Galeria Maeght de Barcelona, i retrospectiva a la Fundació Joan Miró de Barcelona.
- 1984 — Exposicions al Museo Municipal de San Telmo de Sant Sebastià, la Galerie Maeght Lelong de Nova York, la Galerie Maeght Lelong de Zuric, la Galería Antonio Machón de Madrid, la Galerie Maeght Lelong de París i la Galerie Brusberg de Berlín.
- 1985 — Exposicions retrospectives al Palazzo Reale de Milà i el Museum voor Moderne Kunst de Brussel·les, individual a la Stephen Wirtz Gallery de San Francisco.
- 1986 — Exposicions antològiques a la Wienes Kunstlerhaus de Viena i el Stedelijk van Abbemuseum d'Eindhoven, participació en l'exposició inaugural del MNCARS de Madrid i exposicions individuals a la Galería Theo de Madrid, la Galerie Maeght Lelong de Nueva York, l'Abbaye de Montmajour d'Arles, la Galerie Maeght Lelong de París, la Galeria Joan Prats de Barcelona i la Galeria Carles Taché de Barcelona.
- 1987 — Exposicions a la Galeria Maeght de Barcelona, la Galerie Lelong de Zuric i la Galeria Carles Taché de Barcelona.
- 1988 — Exposicions antològiques al Saló del Tinell de Barcelona, la Llotja de Palma i el Museu Cantini de Marsella i individuals a la Galerie Lelong de París, l'Annely Juda Fine Arts de Londres i la Galerie Beyeler de Basilea.
- 1989 — Exposició antològica al Kunstsammlung Nordrhein-Westfalen de Düsseldorf i el Palau de Belles Arts de Pequín i individuals a la Galerie Lelong de Nova York, la Elkon Gallery de Nova York i la Galerie Lelong de Zuric.
- 1990 — Retrospectives al Museu Tàpies de Barcelona i el MNCARS de Madrid, i exposicions a la Galerie Lelong de Nova York, la Galerie Lelong de París i la Richard Gray Gallery de Chicago.
- 1991 — Exposicions individuals al Pavelló Micovna del Jardí Reial del Castell de Praga, la Fuji Television Gallery de Tokio, la Galeria Carles Taché de Barcelona, la Galerie Lelong de Nova York, la Fundació Antoni Tàpies de Barcelona, la Galerie Lelong de Zuric, les Waddington Galleries de Londres i la Galerie Lelong de París, i retrospectives al Centro Atlántico de Arte Moderno de Las Palmas, el Centro Cultural Arte Contemporáneo de Ciutat de Mèxic, el Long Beach Museum of Art (Long Beach, Califòrnia), la Fundació de Serralves a Porto, la Fundação Calouste Goulbenkian de Lisboa i la Fundació Joan Miró de Barcelona.
- 1992 — Retrospectives al Museu Tàpies de Barcelona, l'IVAM de València, la Serpentine Gallery de Londres, el Meadows Museum de Dallas i el Museum of Modern Art de Nova York, i exposicions a la Middlesbrough Art Gallery de Middlesbrough, la Galería Nieves Fernández de Madrid, la Galería Juan Gris de Madrid i la Galería Theo de València.
- 1993 — Participació en la XLV Biennal de Venècia, retrospectives al Museu Tàpies de Barcelona i la Schirn Kunsthalle de Frankfurt, i exposicions a la Pace Gallery de Nueva York i l'Erker Galerie de Sankt Gallen.
- 1994 — Participació en la Biennal d'Eslovènia, retrospectives al Prins Eugens Waldemarsudde d'Estocolm, el Palacio de Sástago de Saragossa i la Galerie Nationale du Jeu de Paume de París, i exposicions a les Waddington Galleries de Londres, el Rupertinum Moderne Galerie und Graphische Sammlung de Salzburg i el Museo de Bellas Artes de Santa Fe.
- 1995 — Retrospectiva al Museu Guggenheim de Nova York, i exposicions a la Pace Wildenstein de Nova York, la Galería Soledad Lorenzo de Madrid, el Museo de la Casa de la Moneda de Madrid, el Museu d'Art Modern de Ceret, la Galerie Lelong de Zuric, la Kunsthaus de Zug i el Marburger Universitäts-Museum de Marburg.
- 1996 — Retrospectives al Kirin Art Space Harajuku de Tokio, el Marugame Genichiro Inokuma Museum of Contemporary Art de Kagawa, el Nigata City Art Museum de Niigata i el Gunma Museum of Modern Art de Gunma, i exposicions a l'Auditorio de Galicia de Santiago de Compostel·la, la Galerie Lelong de París, la Fundación César Manrique de Lanzarote i el Centro Cultural de Belém, Lisboa.
- 1997 — Exposicions al Centro per l'Arte Contemporanea Luigi Pecci de Prato, la Galleria Christian Stein de Milà, la Sala de Exposiciones del Banco Zaragozano (Saragossa), la Galeria Fernando Santos de Porto, la Kestner-Gesellschaft de Hannover i la Galerie Lelong de Zuric.
- 1998 — Exposicions al Museu Tàpies de Barcelona, la Casa Rusca Pinacoteca Comunale de Locarno, la Galerie Lelong de París, la Kunsthalle de Krems, la Galería Soledad Lorenzo de Madrid, la Sala de Exposiciones del Centro Cultural Palacio de la Audiencia de Sòria, la Galeria Toni Tàpies de Barcelona, la Galeria Joan Prats de Barcelona i la Galeria Senda de Barcelona.
- 1999 — Exposicions al Centro Cultural Casa del Cordón de Burgos, el Centre Cultural Pelaires de Palma i la Fundación Caixa Galicia de Vigo.
- 2000 — Exposicions a l'Abadia de Santo Domingo de Silos de Burgos, el MNCARS de Madrid, la Galerie Lelong de París, la Pace Gallery de Nueva York, la Haus der Kunst de Múnic i la Galeria Toni Tàpies de Barcelona.
- 2001 — Exposicions a la Bibliothèque Nationale de France de París, el Centro Cultural Borges de Buenos Aires, la Fundació Caixa de Girona (Girona), la Galerie Lelong de Zuric, la Galería Soledad Lorenzo de Madrid i les Waddington Galleries de Londres.
- 2002 — Exposicions al Centro Cultural de Cascais, la Fundació Antoni Tàpies de Barcelona, la Galerie Bab Rouah de Rabat, la Galerie Lelong de París i el Museu Picasso d'Antibes.
- 2003 — Exposicions a La Casa Encendida de Madrid, la Galeria Toni Tàpies de Barcelona, la Pace Wildenstein Gallery de Nova York, les Waddington Galleries de Londres, el Centre d'Art La Panera de Lleida, la Galería Soledad Lorenzo de Madrid i la Kunsthalle d'Emden.
- 2004 — Exposicions al MACBA de Barcelona, el Neues Museum de Nürnberg, el Museo Patio Herreriano de Valladolid, el Centro Cultural Banco do Brasil de Rio de Janeiro, la Fundación Marcelino Botín de Santander, el MNCARS de Madrid, el Museo de Arte de Zapopan i la Galeria Toni Tàpies de Barcelona.
- 2005 — Exposicions a l'Hara Museum of Art de Tokio, les Waddington Galleries de Londres, la Galerie Lelong de Zuric, la Fundación Caixa Galicia d'El Ferrol, el Museo d'Arte Contemporanea de Lissone, el Singapore Art Museum de Singapur i el Centro de Exposiciones y Congresos de Saragossa.
- 2006 — Exposicions a la Galeria Fernando Santos de Porto i Lisboa, les Waddington Galleries de Londres, la Pace Wildenstein Gallery de Nova York, l'Hôtel des Arts de Toló, la Galerie Lelong de París, la Galería Soledad Lorenzo de Madrid, la Galeria Toni Tàpies de Barcelona i al Museu Tàpies de Barcelona.
- 2007 — Exposicions al Museum Schloss Moyland de Bedburg-Hau, l'Espoo Museum of Modern Art d'Espoo i l'Institut Cervantes de Madrid.
- 2008 — Exposicions a l'Institut Cervantes de Berlín, l'Institut Cervantes de Praga, l'Institut Cervantes de Tolosa de Llenguadoc, la Galerie Lelong de Zuric, la Galeria Toni Tàpies de Barcelona i les Waddington Galleries de Londres.

### Obra en museus
- Museu Tàpies, Barcelona.
- Museu d'Art Contemporani de Barcelona
- Museu Nacional d'Art de Catalunya, Barcelona.
- Fundació Suñol, Barcelona.
- Museu Abelló, Mollet del Vallès.
- Museo de Arte Contemporáneo, Madrid.
- Museum of Modern Art, Nova York.
- Guggenheim Museum, Nova York.
- Galleria Nazionale d'Arte Moderna, Roma.
- Carnegie Institute, Pittsburgh (PA).
- Albright Art Gallery, Buffalo (NY).
- Museu d'Art de Cleveland, Cleveland (OH)
- Wichita Art Museum, Wichita (KS)
- Museum of Contemporary Arts, Los Angeles (CA)
- Indianapolis Museum of Art, Indianapolis (IN)
- Stedelijk Museum, Amsterdam.
- National Galleries of Scotland, Edimburg.
- Moderna Museet, Estocolm.
- ARTIUM, Vitòria-Gasteiz
- Stedelijk van Abbe Museum, Eindhoven.
- Museu d'Art Modern de São Paulo.
- Museu d'Art Modern de Venècia.
- Museu d'Art Modern de Bolònia.
- Museu de Krefeld.
- Museo de Arte Contemporáneo, Buenos Aires
- Museu Nacional de Bogotà.
- Museu del Premio Lissone de Milà.
- White Memorial Gallery, Ithaca (NY).
- Centre National d'Art Contemporain de París.
- Kunstmuseum, Berlín.
- Städel Museum, Frankfurt am Main
- Kunstmuseum, Colònia.
- Kunstmuseum, Basilea.
- Kunsthaus, Zuric.
- Tate Gallery, Londres.
- Fukuoka Art Museum, Fukuoka

## Premis i distincions
- 1953: Premi de la Biennal de São Paulo.
- 1954: Primer Premi del Saló del Jazz, Barcelona.
- 1955: Premi de la República de Colòmbia, a la III Biennal Hispanoamericana.
- 1958: Premi de la UNESCO.
- 1958: Premi de la Fundació David Bright, Los Angeles.
- 1958: Premi del Carnegie Institute, Pittsburgh.
- 1960: Premi de la Biennal Internacional del Gravat de Tokyo.
- 1964: Premi de la Fundació Guggenheim.
- 1966: Gran Premi del President de la República a la Biennal de Menton.
- 1966: Medalla d'or del XV Congrés Internacional de Crítics d'Art.
- 1967: Gran Premi de Gravat a la Biennal de Ljubljana.
- 1972: Premi Rubens, Siegen.
- 1974: Medalla Stephan Lochner, Colònia.
- 1975: Premi Crítica Serra d'Or d'assaig per L'art contra l'estètica
- 1979: Premi Ciutat de Barcelona.
- 1979: Membre honorari de l'Acadèmia d'Arts de Berlín.
- 1981: Doctor honoris causa del Royal College of Arts de Londres.
- 1981: Medalla d'Or de Belles Arts del Ministeri de Cultura d'Espanya.
- 1982: Premi Fundació Wolf de Jerusalem.
- 1983: Nomenat Officier de l'Orde des Arts et des Lettres de França.
- 1983: Premi Rembrandt, Fundació Toepfer, Hamburg.
- 1983: Medalla d'Or de la Generalitat de Catalunya.
- 1984: Premi de la Pau de l'Associació de les Nacions Unides a Espanya.
- 1985: Prix National de Peinture de França.
- 1988: Doctor honoris causa per la Universitat de Barcelona.
- 1988: Membre honorari de la Gesellschaft Bildener Künstler Österreichs de Viena.
- 1990: Premi Príncep d'Astúries de les Arts.
- 1990: "Praemium Imperiale", de l'Associació Artística del Japó.
- 1990: Doctor honoris causa per les Universitats de Glasgow i de Balears.
- 1991: Premi Tomás Francisco Prieto.
- 1992: Membre d'honor de la Royal Academy of Arts de Londres i de l'American Academy of Arts and Sciences de Cambridge.
- 1992: Medalla d'or de l'Ajuntament de Barcelona.
- 1993: Medalla Picasso de la UNESCO.
- 1993: Lleó d'Or de la XLV Biennal de Venècia.
- 1994: Gran Premi Europeu d'Obra Gràfica a la Biennal d'Eslovènia.
- 1994: Nomenat Doctor Honoris Causa per la Universitat Rovira i Virgili. Universitat de la qual ha dissenyat el seu emblema, caracteritzat per la lletra "a", representant el principi del saber universal.
- 1995: Premi Nacional d'Arts Visuals de la Generalitat de Catalunya.
- 1996: Creu de l'Orde de Santiago de la República Portuguesa.
- 1997: Medalla d'or de la Universitat de Porto.
- 1998: Doctor honoris causa per l'Acadèmia de Belles Arts de Budapest.
- 1999: Premi Ciutat de Barcelona.
- 2003: Doctor honoris causa per la Universitat Complutense de Madrid.
- 2003: Comendador de l'Orde Nacional de la Legió d'Honor de França.
- 2003: Premi Velázquez de las Artes Plásticas del Ministeri de Cultura d'Espanya.
- 2004: Premi Lissone 2004 a tota la seva carrera, Milà.
- 2010: Nomenat Marquès de Tàpies pel rei Joan Carles I.
- 2022: se li va dedicar una plaça a Barcelona, al districte de Sarrià-Sant Gervasi.[51]